# Zmago Šmitek
Zmago (Drago) Šmitek, slovenski etnolog in pedagog, * 29. november 1949, Kropa, † 18. september 2018.
Predaval je na Oddelku za etnologijo in kulturno antropologijo Filozofske fakultete v Ljubljani, od 1995 kot redni profesor za neevropsko etnologijo in antropologijo religije, kot zaslužni profesor Univerze v Ljubljani (2012) pa je ostal aktiven na oddelku tudi po upokojitvi.
Bil je pobudnik in soorganizator Mednarodnega etnološkega mediteranskega simpozija, ki od leta 1994 poteka v Piranu. Leta 1987 je za knjigo Klic daljnih svetov prejel Kajuhovo nagrado, leta 1999 zlato plaketo Univerze za izjemne zasluge, leta 2005 Murkovo priznanje za knjigo Mitološko izročilo Slovencev, 2013 pa še Murkovo nagrado. Leta 2012 je bil razglašen za zaslužnega profesorja ljubljanske univerze.
Zmago Šmitek je bil sin direktorja UKO Kropa Ludvika Šmitka (1924–2003), ki je bil bratranec zgodovinarja železarstva Janeza Šmitka.

## Dela
- Klic daljnih svetov: Slovenci in neevropske kulture, 1986
- Kruh in politika: poglavja iz etnologije Vitanja, 1987
- Poti do obzorja, 1988
- Srečevanja z drugačnostjo: slovenska izkustva eksotike, 1995
- Sledovi potujočih duš, 2003
- Kristalna gora: Mitološko izročilo Slovencev. Svetinje preteklosti, 2004
- Slovenske ljudske pripovedi. Miti in legende – Slovenian folk narratives (zweisprachig slowenisch/englisch), 2006, ISBN 978-86-341-3849-8
- Southern Slavs and India. Relations in oral tradition, 2011, ISBN 978-81-7768-060-7
- Poetika in logika slovenskih mitov. Ključi kraljestva, 2012, ISBN 978-961-242-557-9
- Rasla je jelka do neba: zgodbe iz našega ljudskega herbarija (urednik), 2012
- Mandale. Tajni vrtovi razsvetljenja. Beletrina, zbirka Koda, Ljubljana, 2016
- Šelest divjine: zeleno dno našega kozmosa, 2019